# Muraenolepis kuderskii
Muraenolepis kuderskii is een straalvinnige vissensoort uit de familie van aalkabeljauwen (Muraenolepididae). De wetenschappelijke naam van de soort is voor het eerst geldig gepubliceerd in 2007 door Balushkin & Prirodina.